# Zeitpunkt X
Zeitpunkt X ist ein satirischer deutscher Kurzfilm unter der Regie von Simon Schneider aus dem Jahr 2022. Seine Uraufführung feierte der Film am 19. Januar 2022 auf dem Filmfestival Max Ophüls Preis 2022 in Saarbrücken.

## Handlung
Der satirische Kurzfilm thematisiert das Scheitern von Großbauprojekten in Deutschland und zeigt dabei hyperkomplexe Arbeitsstrukturen, einen kollektiven Kontrollverlust und die Rolle des Einzelnen in diesem Szenario auf.
Thomas Zetzsche, Bauleiter einer Großbaustelle, ist stolz auf die von ihm und seinem Team geleistete Arbeit und plant bereits weitere Karriereschritte. Er hat die volle  Unterstützung von Bürgermeister Lachner und feiert mit diesem schon vor der bevorstehenden Eröffnung seine Erfolge. Den Leiter der Bauüberwachung Herrn Kiegelmaier, der mehrmals um einen Termin bittet, vertröstet er immer wieder. Doch kurz vor dem Abschlusstermin häufen sich bizarre Ereignisse: Räume scheinen sich in Nichts aufzulösen, die Brandschutzanlage macht sich selbständig, Aufzüge verschwinden aus ihren Schächten und sind kurz darauf wieder an Ort und Stelle. Endlich kann sich Herr Kiegelmaier Gehör verschaffen und auf sein Gutachten verweisen, das seit einem halben Jahr ungelesen auf Zetsches Schreibtisch liegt und wegen der massiven Mängel einen Abriss des Bauwerks als günstigste Möglichkeit empfiehlt. Zetsche wird von der Geschäftsführerin, die nun erstmals von den Beanstandungen erfährt, fristlos entlassen und steht kurz vor dem Selbstmord, als der Bürgermeister ihn anspricht. Stillschweigend einigen sich die beiden auf die Geschäftsführerin als Bauernopfer, Zetsche wird ihr Nachfolger, die Eröffnung um sechs Monate verschoben.  
Das Bauprojekt scheitert, „weil einige wenige Menschen aus eigennützigen Motiven wie Machterhalt, Status und Selbstüberhöhung Entscheidungen treffen, die das eigentliche Vorhaben verhindern“. Zetsche hat zwar zeitweise die Kontrolle über sein Bauprojekt, seine Beziehungen und schließlich auch über sich selbst verloren, doch es sieht nicht so aus, als würde er etwas Grundlegendes verändern. Der erhoffte Karrieresprung ist nicht etwa durch Leistung eingetreten, sondern durch seine Seilschaft. 

## Produktion

### Filmstab
Regie führte Simon Schneider, der zusammen mit Dario Haramustek auch das Drehbuch schrieb. Die satirische Komödie Zeitpunkt X ist Schneiders Abschlussfilm.
Die Kameraführung lag in den Händen von Martina Di Lorenzo, die Musik komponierte Hannes Bieber und Editor war Tim Egner. Das Team konzipierte das Drehbuch auf der Basis von Interviews mit zahlreichen Verantwortlichen von Großbaustellen in Deutschland.
In der Hauptrolle ist Cornelius Schwalm (Thomas Zetzsche) zu sehen.

### Produktionsunternehmen und Förderungen
Produziert wurde der Film von Franziska Wieden, gefördert von der Thüringer Staatskanzlei. Die Finanzierung erfolgte zum Teil über die Crowdfunding-Plattform Startnext. Gedreht wurde im Mai 2020 in Erfurt.

### Dreharbeiten und Veröffentlichung
Seine Uraufführung feierte der Film am 19. Januar 2022 auf dem Filmfestival Max Ophüls Preis 2022 in Saarbrücken.

## Auszeichnungen und Nominierungen
- 2020: Berlinale: Pitch beim Empfang der deutschen Filmhochschulen
- 2020: New Directors New Films Festival (FEST): Fest Award[6]
- 2020: Robert Bosch Stiftung: Producers Network Award für Franziska Wieden[7]
- 2022: Max Ophüls Preis: Publikumspreis Bester Kurzfilm (Dotierung: 5000 Euro)[8]
- 2022: Max Ophüls Preis: Nominierung – Bester Kurzfilm (Dotierung: 5000 Euro)[5]
- 2022: Eat My Shorts – Hagener Kurzfilmfestival: 3. Platz